# Liste der Kulturdenkmale in Thalheim (Mittweida)
In der Liste der Kulturdenkmale in Thalheim sind die Kulturdenkmale des Mittweidaer Ortsteils Thalheim verzeichnet, die bis Juni 2023 vom Landesamt für Denkmalpflege Sachsen erfasst wurden (ohne archäologische Kulturdenkmale). Die Anmerkungen sind zu beachten.
Diese Aufzählung ist eine Teilmenge der Liste der Kulturdenkmale in Mittweida.

## Thalheim
| Bild                                    | Bezeichnung                                                                                     | Lage                                | Datierung | Beschreibung | ID       |
| --------------------------------------- | ----------------------------------------------------------------------------------------------- | ----------------------------------- | --- | --- | -------- |
| Direkt Bild zu diesem Denkmal hochladen | Östliches Seitengebäude eines ehemaligen Vierseithofes                                          | Topfseifersdorfer Straße 11 (Karte) | Um 1750 | Landschaftstypischer Fachwerkbau in sehr gutem Originalzustand mit teilweise erhaltenem Fachwerk im Erdgeschoss und hölzernem Türstock, baugeschichtlich von Bedeutung. Hölzerner Türstock, Fachwerk teilw. auch im Erdgeschoss erhalten, Fachwerk Obergeschoss komplett erhalten, Satteldach, leichte Bauveränderungen, Denkmalwert ergibt sich u. a. auch aus Tatsache, dass hölzerne Türstöcke und Fachwerk im Erdgeschoss selten sind, am Türstock Verzierungen mit Eselsrückenmotiv, traufseitiger massiver Anbau. | 09236289 |
| Direkt Bild zu diesem Denkmal hochladen | Wohnstallhaus eines ehemaligen Vierseithofes                                                    | Topfseifersdorfer Straße 13 (Karte) | Um 1750 | Landschaftstypisches, altes Bauernhaus in gutem Originalzustand mit baugeschichtlicher und ortsbildprägender Bedeutung. Fachwerk Obergeschoss, leicht vorkragende Schwelle, teilweise halbrunde Füllhölzer, Giebel verschiefert, Giebeldreieck ebenfalls leicht vorkragend, steiles Satteldach, Erdgeschoss massiv unterfahren, ein zu großes Fenster. | 09236288 |
| Direkt Bild zu diesem Denkmal hochladen | Wohnstallhaus, zwei Seitengebäude und Scheune eines Vierseithofes mit Resten der Hofpflasterung | Topfseifersdorfer Straße 18 (Karte) | 1688 Dendro (Wohnstallhaus); um 1700 (straßenseitiges Seitengebäude); um 1800 (feldseitiges Seitengebäude und Scheune) | Landschaftstypischer, geschlossen erhaltener Bauernhof in sehr gutem Originalzustand mit baugeschichtlicher und ortsbildprägender Bedeutung, komplettes Ensemble erhalten. - Wohnstallhaus: Fachwerk-Obergeschoss Eckstreben, regelmäßiges Fachwerk, Erdgeschoss massiv, Krüppelwalmdach, ein Giebel massiv, sehr guter Originalzustand u. a. Fenstergliederung - 1. Seitengebäude: teilw. Fachwerk im Erdgeschoss, im Obergeschoss Fachwerk mit aufgeblatteten Kopfbändern, Tür im Obergeschoss, großes Tor, Krüppelwalmdach, um 1700, straßenseitig - 2. Seitengebäude: feldseitig, Fachwerk-Obergeschoss, ursprünglich Stall im Erdgeschoss, Krüppelwalmdach, um 1800 - Scheune: Fachwerk, Drempel, gleiche Bauzeit, Satteldach, am Giebel teilweise massiv, sehr guter Originalzustand des geschlossen erhaltenen Hofes Südliches Gebäude zwischen 2011 und 2016 abgerissen. | 09236290 |
|                                         | Häuslerhaus                                                                                     | Topfseifersdorfer Straße 25 (Karte) | Um 1800 | Landschaftstypisches Häuslerhaus in gutem Originalzustand, baugeschichtlich von Bedeutung. Fachwerk Obergeschoss, Krüppelwalmdach, Erdgeschoss massiv. | 09236287 |
| Direkt Bild zu diesem Denkmal hochladen | Westliches Wohnstallhaus und südliches Seitengebäude eines Vierseithofes                        | Topfseifersdorfer Straße 26 (Karte) | Nach 1800 | Landschaftstypische, schlicht gestaltete Gebäude eines Bauernhofes in gutem Originalzustand mit ortsbildprägender Bedeutung, beide mit einfacher Gestaltung. - Wohnstallhaus: Fachwerk-Obergeschoss mit wenigen Streben, Erdgeschoss massiv, Fenstergewände und Türportal erhalten, Satteldach, ein Giebel massiv, guter Originalzustand, Teil des Dorfensembles, als solches wichtig - Seitengebäude: Fachwerk-Obergeschoss, teilw. verputzt, Erdgeschoss massiv, Türen im Obergeschoss, schöne originale Schiebefenster, Satteldach, beide wichtig für Kulturlandschaft und Ortsbild, Fachwerk teilweise im Erdgeschoss erhalten, aber überputzt Streichung eines Seitengebäudes nach Brand im April 2005. | 09236286 |
| Direkt Bild zu diesem Denkmal hochladen | Westliches Wohnstallhaus und südliches Seitengebäude eines kleinen Vierseithofes                | Topfseifersdorfer Straße 28 (Karte) | 2. Hälfte 18. Jahrhundert                                                                                              | Beide Gebäude in Fachwerkbauweise, Teile eines bis zum Brand im Jahr 2005 geschlossen erhaltenen Bauernhofes von baugeschichtlichem Wert (Seitengebäude und Scheune 2005 durch Brand vernichtet). - Wohnstallhaus: Fachwerk-Obergeschoss strebenreich, kräftige Schwelle, Erdgeschoss massiv, Blattsassen an Schwelle, Satteldach, Giebel teilweise verbrettert mit Wetterschrägen - 1. Seitengebäude: Krüppelwalmdach, Schiebefenster, Fachwerk mit Streben, gezapft, Erdgeschoss massiv - 2. Seitengebäude: traufseitige Erweiterung, massiver kleiner Vorbau, Fachwerk-Obergeschoss, beide Giebel massiv, Satteldach, wichtig als Teil des Bauensembles - Scheune: Fachwerk, Drempel, Satteldach | 09236285 |
| Direkt Bild zu diesem Denkmal hochladen | Wohnstallhaus, Scheune und zwei Seitengebäude eines kleinen Vierseithofes                       | Topfseifersdorfer Straße 29 (Karte) | Um 1700 (Seitengebäude); 1744 Dendro (Wohnstallhaus)                                                                   | Geschlossen erhaltener Bauernhof, einer der schönsten Höfe des Dorfes, mit original erhaltenen, landschaftstypischen, architektonisch qualitätvollen Gebäuden mit großer Bedeutung für das Ortsbild. Komplett erhaltenes Bauensemble, guter Originalzustand, gute architektonische Qualität, wichtig für Ortsbild, ursprünglich Mahl- und Schneidemühle. Grundstück gehört zu den ältesten Bauerngütern im Ort, zurückgehend auf 1400, Scheune: Teil um 1700. - Wohnstallhaus: Fachwerk-Obergeschoss verkleidet, ein zu großes Fenster, Erdgeschoss massiv mit originaler Gliederung, Satteldach - Seitengebäude: straßenseitig, ursprünglich mit zweibogiger Oberlaube, gezapfte Kopfbänder, Spannriegel, zwei schöne originale Mitteldrehflügelfenster, gezapfte Holzverbindungen im Erdgeschoss, massives Erdgeschoss verändert, an Schwelle Blattsassen, Satteldach - 2. Seitengebäude: Fachwerk-Obergeschoss, strebenreich, Erdgeschoss massiv, Stall mit geteilter Stalltür, Satteldach, Schäden am Fachwerk - Scheune: mehrere Bauphasen, ältester Teil mit K-Strebe, geblattet, teilweise massiv unterfahren, großes zweiflügeliges Holztor, Satteldach - 2. Seitengebäude: mehrere Bauphasen, Holzverbindungen gezapft und verblattet, ursprünglich um 1700, kleine Schiebefenster | 09236283 |
| Direkt Bild zu diesem Denkmal hochladen | Südliches Wohnstallhaus eines Vierseithofes                                                     | Topfseifersdorfer Straße 31 (Karte) | Um 1800 | Architektonisch qualitätvolles, landschaftstypisches Bauernhaus in sehr gutem Originalzustand, baugeschichtlich von Bedeutung. Satteldach, Fachwerk Obergeschoss, vermutlich giebelseitig erweitert, strebenreiches Fachwerk, Tür im Obergeschoss, sehr guter Originalzustand, gute architektonische Qualität. | 09236282 |
| Direkt Bild zu diesem Denkmal hochladen | Südliches Wohnstallhaus eines Vierseithofes                                                     | Topfseifersdorfer Straße 38 (Karte) | Um 1800 | Landschaftstypisches Bauernhaus in gutem Originalzustand mit ortsbildprägender Wirkung, baugeschichtlich von Bedeutung. Satteldach, Erdgeschoss massiv, ein zu großes Fenster, traufseitiger Anbau, auch Fachwerk im Erdgeschoss, Fachwerk Obergeschoss teilweise verkleidet. | 09236284 |
| Direkt Bild zu diesem Denkmal hochladen | Wohnstallhaus, Scheune und Seitengebäude eines Vierseithofes                                    | Topfseifersdorfer Straße 46 (Karte) | Bezeichnet mit 1819 | Landschaftstypische, architektonisch qualitätvoll gestaltete Gebäude eines Bauernhofes in sehr gutem Originalzustand und großer Bedeutung für das Ortsbild, bau- und heimatgeschichtlich von Bedeutung. - Wohnstallhaus: am Schlussstein des Türportals bezeichnet mit „I C F 1819“, Stichbogenportal mit Schlussstein, Fenstergewände mit einer Hohlkehle, Erdgeschoss massiv, strebenreiches Fachwerk-Obergeschoss mit originaler Gliederung, hohes Krüppelwalmdach, sehr schönes, ortsbildprägendes Gebäude mit komplett erhaltener Fachwerkkonstruktion im Obergeschoss - Scheune: gleiche Bauzeit, Fachwerk, großes Holztor, Krüppelwalmdach, sehr guter Originalzustand, ein Giebel massiv - Seitengebäude: Garageneinbau, Stichbogenportal mit Schlussstein, kleine Fenster, Fachwerk im Obergeschoss und Tür, wenige Streben, Heuaufzug, Dachdeckung Schiefer, Satteldach, hintere Traufseite aufgebrettertes Fachwerk, Fachwerk darunter erhalten Hof wichtig als Bauensemble, wichtig durch architektonische Qualität und als Bestandteil der Kulturlandschaft. Wohnhaus Nummer 44 kein Denkmal, dort zu großes Fenster. | 09236281 |
| Weitere Bilder                          | Wohnstallhaus, zwei Seitengebäude und Scheune eines Vierseithofes                               | Untere Dorfstraße 18 (Karte)        | 1688 datiert (2. Seitengebäude); bezeichnet mit 1785 (Seitengebäude); bezeichnet mit 1824 (Wohnstallhaus)              | Geschlossen erhaltener Bauernhof mit schönen, landschaftstypischen, original erhaltenen Gebäuden mit ortsbildprägender Wirkung, bau- und heimatgeschichtlich von Bedeutung. - Wohnstallhaus: Fachwerk-Obergeschoss verputzt, Erdgeschoss massiv, Stichbogenportal, daneben kleines Fenster neben Haustür, Türportal bezeichnet 1824 No. 6 e, Bruchsteinmauerwerk im Erdgeschoss, Giebel verkleidet, steiles, vorkragendes Satteldach - 1. Seitengebäude: Remise, Stall, rundbogiges Türportal, bezeichnet mit „G. E. 1785.“, kleiner Schauer, nicht bedeckt, Fachwerk-Obergeschoss strebenreich, vorkragendes steiles Satteldach - Scheune: Fachwerk, gleiche Bauzeit, Bruchsteinsockel, Kellereingang, Garageneinbau, vorkragendes Satteldach - 2. Seitengebäude: Durchfahrt, leicht vorkragendes Fachwerk-Obergeschoss, strebenreich, im Erdgeschoss Fachwerk teilweise massiv ersetzt, vorkragendes Satteldach, wichtig als Bauensemble, wichtig für Ortsbild und Kulturlandschaft, kleine Treppe, davon eine Stufe ehemals Grenzstein, ursprünglich Standort hinterer Feldrain, bezeichnet mit „1780, I. V. S. W. R.“ - Wohnhaus schöne Proportionen, Fachwerkgliederung komplett erhalten, sechsteilige und achtteilige Fenster                                                        | 09236221 |

## Tabellenlegende
- Bild: Bild des Kulturdenkmals, ggf. zusätzlich mit einem Link zu weiteren Fotos des Kulturdenkmals im Medienarchiv Wikimedia Commons. Wenn man auf das Kamerasymbol klickt, können Fotos zu Kulturdenkmalen aus dieser Liste hochgeladen werden:
- Bezeichnung: Denkmalgeschützte Objekte und ggf. Bauwerksname des Kulturdenkmals
- Lage: Straßenname und Hausnummer oder Flurstücknummer des Kulturdenkmals. Die Grundsortierung der Liste erfolgt nach dieser Adresse. Der Link (Karte) führt zu verschiedenen Kartendiensten mit der Position des Kulturdenkmals. Fehlt dieser Link, wurden die Koordinaten noch nicht eingetragen. Sind diese bekannt, können sie über ein Tool mit einer Kartenansicht einfach nachgetragen werden. In dieser Kartenansicht sind Kulturdenkmale ohne Koordinaten mit einem roten bzw. orangen Marker dargestellt und können durch Verschieben auf die richtige Position in der Karte mit Koordinaten versehen werden. Kulturdenkmale ohne Bild sind an einem blauen bzw. roten Marker erkennbar.
- Datierung: Baubeginn, Fertigstellung, Datum der Erstnennung oder grobe zeitliche Einordnung entsprechend des Eintrags in der sächsischen Denkmaldatenbank
- Beschreibung: Kurzcharakteristik des Kulturdenkmals entsprechend des Eintrags in der sächsischen Denkmaldatenbank, ggf. ergänzt durch die dort nur selten veröffentlichten Erfassungstexte oder zusätzliche Informationen
- ID: Vom Landesamt für Denkmalpflege Sachsen vergebene, das Kulturdenkmal eindeutig identifizierende Objekt-Nummer. Der Link führt zum PDF-Denkmaldokument des Landesamtes für Denkmalpflege Sachsen. Bei ehemaligen Kulturdenkmalen können die Objektnummern unbekannt sein und deshalb fehlen bzw. die Links von aus der Datenbank entfernten Objektnummern ins Leere führen. Ein ggf. vorhandenes Icon  führt zu den Angaben des Kulturdenkmals bei Wikidata.